# EHF Cup vrouwen 2013/14
Aan de EHF Cup 2013/14 namen 42 handbalverenigingen deel. Het was de 39e editie van de EHF Cup. De bekerwedstrijden vonden plaats tussen 5 oktober 2013 en 11 mei 2014. De titelverdediger was het Deense Team Tvis Holstebro. De winnaar van de EHF Cup in 2013/2014 was het Russische HC Lada Toljatti.

## 2e ronde
Aan de 2e ronde namen 20 teams deel. 
 De loting van de 2e ronde vond plaats op 23 juli 2013.
 De heenwedstrijden vonden plaats op 5-6 oktober 2013. De returnwedstrijden vonden plaats op 12-13 oktober 2013.

### Gekwalificeerde teams
| Pot 1: - Levanger HK - HK Karpaty - Succes Schoonmaak/VOC - A.C. PAOK - HK Homel - DHW Antwerpen - Fram Reykjavík - HB Dudelange - KHF Kastrioti - Bnei Hertzeliya | Pot 2: - HŽRK Zrinjski Mostar - DHK Baník Most - IUVENTA Michalovce - Liones - CHK Etar-64 Veliko Tarnovo - Olympia HC-London - Žalgiris Kaunas - ADA Colégio João de Barros - A.C. Loux Patras - Fémina Visé |

### Uitslagen
| Team 1                                            | Team 2                                                              | Heenwedstrijd        | Returnwedstrijd      | Totaal  |
| ------------------------------------------------- | ------------------------------------------------------------------- | -------------------- | -------------------- | ------- |
| HŽRK Zrinjski Mostar Ivana Mlakić 12              | Succes Schoonmaak/VOC Michelle Goos 22                              | 11.10.2013 19:30 uur | 13.10.2013 13:00 uur | 30 : 63 |
| HŽRK Zrinjski Mostar Ivana Mlakić 12              | Succes Schoonmaak/VOC Michelle Goos 22                              | 17 : 34 (10 : 18)    | 29 : 13 (16 : 8)     | 30 : 63 |
| HŽRK Zrinjski Mostar Ivana Mlakić 12              | Succes Schoonmaak/VOC Michelle Goos 22                              | 300 toeschouwers     | 400 toeschouwers     | 30 : 63 |
| DHW Antwerpen Sandra Ruginytė 9                   | Liones Martina Ćorković 19                                          | 12.10.2013 18:30 uur | 13.10.2013 17:30 uur | 38 : 66 |
| DHW Antwerpen Sandra Ruginytė 9                   | Liones Martina Ćorković 19                                          | 20 : 37 (10 : 18)    | 29 : 18 (19 : 9)     | 38 : 66 |
| DHW Antwerpen Sandra Ruginytė 9                   | Liones Martina Ćorković 19                                          | 700 toeschouwers     | 500 toeschouwers     | 38 : 66 |
| HK Homel Katsiaryna Dubautsova, Iryna Dronova 11  | ADA Colégio João de Barros Dulce Pina 14                            | 05.10.2013 17:00 uur | 12.10.2013 17:00 uur | 50 : 43 |
| HK Homel Katsiaryna Dubautsova, Iryna Dronova 11  | ADA Colégio João de Barros Dulce Pina 14                            | 24 : 20 (12 : 7)     | 23 : 26 (10 : 14)    | 50 : 43 |
| HK Homel Katsiaryna Dubautsova, Iryna Dronova 11  | ADA Colégio João de Barros Dulce Pina 14                            | 850 toeschouwers     | 300 toeschouwers     | 50 : 43 |
| A.C. Loux Patras Maria Chatziparasidou 13         | HB Dudelange Barbara Hajduk, Nora Lemoussi 11                       | 05.10.2013 20:00 uur | 06.10.2013 18:30 uur | 35 : 46 |
| A.C. Loux Patras Maria Chatziparasidou 13         | HB Dudelange Barbara Hajduk, Nora Lemoussi 11                       | 16 : 24 (8 : 14)     | 22 : 19 (11 : 7)     | 35 : 46 |
| A.C. Loux Patras Maria Chatziparasidou 13         | HB Dudelange Barbara Hajduk, Nora Lemoussi 11                       | 300 toeschouwers     | 200 toeschouwers     | 35 : 46 |
| Olympia HC-London Linda Bourkab 10                | Fram Reykjavík Ásta Birna Gunnarsdóttir, Ragnheiður Júlíusdóttir 10 | 05.10.2013 16:00 uur | 06.10.2013 16:00 uur | 27 : 58 |
| Olympia HC-London Linda Bourkab 10                | Fram Reykjavík Ásta Birna Gunnarsdóttir, Ragnheiður Júlíusdóttir 10 | 13 : 38 (4 : 23)     | 20 : 14 (10 : 6)     | 27 : 58 |
| Olympia HC-London Linda Bourkab 10                | Fram Reykjavík Ásta Birna Gunnarsdóttir, Ragnheiður Júlíusdóttir 10 | 102 toeschouwers     | 225 toeschouwers     | 27 : 58 |
| HK Karpaty Wiktorija Zybulenko 13                 | Žalgiris Kaunas Gabija Vidūnaitė 11                                 | 05.10.2013 18:30 uur | 13.10.2013 17:00 uur | 70 : 50 |
| HK Karpaty Wiktorija Zybulenko 13                 | Žalgiris Kaunas Gabija Vidūnaitė 11                                 | 28 : 23 (14 : 11)    | 27 : 42 (13 : 23)    | 70 : 50 |
| HK Karpaty Wiktorija Zybulenko 13                 | Žalgiris Kaunas Gabija Vidūnaitė 11                                 | 576 toeschouwers     | 150 toeschouwers     | 70 : 50 |
| DHK Baník Most Hana Martínková 16                 | Levanger HK Mari Molid 12                                           | 05.10.2013 16:00 uur | 12.10.2013 16:00 uur | 48 : 39 |
| DHK Baník Most Hana Martínková 16                 | Levanger HK Mari Molid 12                                           | 27 : 22 (14 : 11)    | 17 : 21 (10 : 11)    | 48 : 39 |
| DHK Baník Most Hana Martínková 16                 | Levanger HK Mari Molid 12                                           | 1.050 toeschouwers   | 310 toeschouwers     | 48 : 39 |
| Bnei Hertzeliya Shira Vakrat 17                   | IUVENTA Michalovce Tetjana Trehubowa 19                             | 12.10.2013 15:00 uur | 13.10.2013 15:00 uur | 45 : 81 |
| Bnei Hertzeliya Shira Vakrat 17                   | IUVENTA Michalovce Tetjana Trehubowa 19                             | 28 : 40 (14 : 23)    | 41 : 17 (17 : 12)    | 45 : 81 |
| Bnei Hertzeliya Shira Vakrat 17                   | IUVENTA Michalovce Tetjana Trehubowa 19                             | 800 toeschouwers     | 500 toeschouwers     | 45 : 81 |
| CHK Etar-64 Veliko Tarnovo Alexandrina Burneva 11 | A.C. PAOK Eleni Prokopidou 13                                       | 05.10.2013 18:00 uur | 13.10.2013 17:00 uur | 44 : 50 |
| CHK Etar-64 Veliko Tarnovo Alexandrina Burneva 11 | A.C. PAOK Eleni Prokopidou 13                                       | 24 : 22 (11 : 9)     | 28 : 20 (11 : 10)    | 44 : 50 |
| CHK Etar-64 Veliko Tarnovo Alexandrina Burneva 11 | A.C. PAOK Eleni Prokopidou 13                                       | 1.000 toeschouwers   | 400 toeschouwers     | 44 : 50 |
| KHF Kastrioti Belma Beba 24                       | Fémina Visé Judith Franssen 15                                      | 12.10.2013 17:00 uur | 13.10.2013 12:00 uur | 56 : 67 |
| KHF Kastrioti Belma Beba 24                       | Fémina Visé Judith Franssen 15                                      | 25 : 30 (14 : 14)    | 37 : 31 (15 : 15)    | 56 : 67 |
| KHF Kastrioti Belma Beba 24                       | Fémina Visé Judith Franssen 15                                      | 800 toeschouwers     | 700 toeschouwers     | 56 : 67 |

## 3e ronde
Aan de 3e ronde namen de 10 winnaars van de 2e ronde deel, alsmede de 22 teams die instromen vanaf de 3e ronde.
De loting van de 3e ronden vond plaats op 23 juli 2013 in Wenen.
 De heenwedstrijden vonden plaats op 9-10 november 2013. De returnwedstrijden vonden plaats op 16-17 november 2013.

### Gekwalificeerde teams
| Pot 1: - Team Esbjerg - Dinamo Wolgograd - U Jolidon Cluj - Elche C.F.-Mustang - TSV Bayer 04 Leverkusen - Ipress Center-Vác - København Håndbold - Lada Toljatti - HC Zalău - Rocasa Ace Gran Canaria - Frisch Auf Göppingen - Köfém Sport Club - GK Astrachanotschka - Helvetia BM Alcobendas - Çankaya Belediyesi ANKA Spor Kulübü - RK GEN-I Zagorje | Pot 2: - ŽRK Radnički Kragujevac - RK Žito Prilep - Firmus AZS Politechnika Koszalińska - Alavarium / Love Tiles - LC Brühl Handball - Skuru IK - Succes Schoonmaak/VOC (winnaar 2e ronde) - Liones (winnaar 2e ronde) - HK Homel (winnaar 2e ronde) - HB Dudelange (winnaar 2e ronde) - Fram Reykjavík (winnaar 2e ronde) - HK Karpaty (winnaar 2e ronde) - DHK Baník Most (winnaar 2e ronde) - IUVENTA Michalovce (winnaar 2e ronde) - A.C. PAOK (winnaar 2e ronde) - Fémina Visé (winnaar 2e ronde) |

### Uitslagen
| Team 1                                                                     | Team 2                                                 | Heenwedstrijd        | Returnwedstrijd      | Totaal  |
| -------------------------------------------------------------------------- | ------------------------------------------------------ | -------------------- | -------------------- | ------- |
| Lada Toljatti Jekaterina Iljina 14                                         | ŽRK Samobor Kristina Pasarić 10                        | 10.11.2013 16:00 uur | 16.11.2013 18:30 uur | 70 : 55 |
| Lada Toljatti Jekaterina Iljina 14                                         | ŽRK Samobor Kristina Pasarić 10                        | 33 : 26 (18 : 12)    | 29 : 37 (12 : 15)    | 70 : 55 |
| Lada Toljatti Jekaterina Iljina 14                                         | ŽRK Samobor Kristina Pasarić 10                        | 2.700 toeschouwers   | 700 toeschouwers     | 70 : 55 |
| Fram Reykjavík Ragnheiður Júlíusdóttir 18                                  | Köfém Sport Club Tamara Tilinger 11                    | 15.11.2013 18:00 uur | 16.11.2013 17:00 uur | 42 : 70 |
| Fram Reykjavík Ragnheiður Júlíusdóttir 18                                  | Köfém Sport Club Tamara Tilinger 11                    | 20 : 34 (10 : 18)    | 36 : 22 (14 : 11)    | 42 : 70 |
| Fram Reykjavík Ragnheiður Júlíusdóttir 18                                  | Köfém Sport Club Tamara Tilinger 11                    | 600 toeschouwers     | 600 toeschouwers     | 42 : 70 |
| HC Zalău Lorena Elena Pera 14                                              | DHK Baník Most Hana Martínková 15                      | 09.11.2013 17:00 uur | 16.11.2013 20:10 uur | 53 : 54 |
| HC Zalău Lorena Elena Pera 14                                              | DHK Baník Most Hana Martínková 15                      | 28 : 21 (17 : 9)     | 33 : 25 (17 : 7)     | 53 : 54 |
| HC Zalău Lorena Elena Pera 14                                              | DHK Baník Most Hana Martínková 15                      | 800 toeschouwers     | 1.250 toeschouwers   | 53 : 54 |
| Rocasa Ace Gran Canaria María Luján Suárez 19                              | HK Homel Viktoryia Shamanouskaya 11                    | 10.11.2013 13:00 uur | 16.11.2013 17:00 uur | 56 : 46 |
| Rocasa Ace Gran Canaria María Luján Suárez 19                              | HK Homel Viktoryia Shamanouskaya 11                    | 30 : 20 (18 : 8)     | 26 : 26 (12 : 11)    | 56 : 46 |
| Rocasa Ace Gran Canaria María Luján Suárez 19                              | HK Homel Viktoryia Shamanouskaya 11                    | 700 toeschouwers     | 800 toeschouwers     | 56 : 46 |
| U Jolidon Cluj Cristina Laslo 11                                           | A.C. PAOK Eleni Prokopidou 15                          | 09.11.2013 15:00 uur | 10.11.2013 12:00 uur | 71 : 53 |
| U Jolidon Cluj Cristina Laslo 11                                           | A.C. PAOK Eleni Prokopidou 15                          | 39 : 25 (21 : 11)    | 28 : 32 (11 : 18)    | 71 : 53 |
| U Jolidon Cluj Cristina Laslo 11                                           | A.C. PAOK Eleni Prokopidou 15                          | 1.500 toeschouwers   | 1.000 toeschouwers   | 71 : 53 |
| GK Astrachanotschka Marija Jovanović 18                                    | Firmus AZS Politechnika Koszalińska Monika Odrowska 12 | 10.11.2013 14:00 uur | 16.11.2013 17:00 uur | 61 : 47 |
| GK Astrachanotschka Marija Jovanović 18                                    | Firmus AZS Politechnika Koszalińska Monika Odrowska 12 | 36 : 27 (17 : 11)    | 20 : 25 (12 : 13)    | 61 : 47 |
| GK Astrachanotschka Marija Jovanović 18                                    | Firmus AZS Politechnika Koszalińska Monika Odrowska 12 | 2.500 toeschouwers   | 2.800 toeschouwers   | 61 : 47 |
| Fémina Visé Fien Boons, Annelies Penders 9                                 | Çankaya Belediyesi ANKA Spor Kulübü Marta Krouská 13   | 09.11.2013 18:00 uur | 10.11.2013 18:00 uur | 46 : 51 |
| Fémina Visé Fien Boons, Annelies Penders 9                                 | Çankaya Belediyesi ANKA Spor Kulübü Marta Krouská 13   | 24 : 22 (11 : 12)    | 29 : 22 (12 : 13)    | 46 : 51 |
| Fémina Visé Fien Boons, Annelies Penders 9                                 | Çankaya Belediyesi ANKA Spor Kulübü Marta Krouská 13   | 200 toeschouwers     | 150 toeschouwers     | 46 : 51 |
| Elche C.F.-Mustang Esther Martínez Navarro 11                              | HB Dudelange Barbara Hajduk 12                         | 15.11.2013 20:15 uur | 17.11.2013 12:00 uur | 74 : 48 |
| Elche C.F.-Mustang Esther Martínez Navarro 11                              | HB Dudelange Barbara Hajduk 12                         | 40 : 22 (18 : 11)    | 26 : 34 (13 : 18)    | 74 : 48 |
| Elche C.F.-Mustang Esther Martínez Navarro 11                              | HB Dudelange Barbara Hajduk 12                         | 300 toeschouwers     | 400 toeschouwers     | 74 : 48 |
| IUVENTA Michalovce Marianna Rebičová 14                                    | RK GEN-I Zagorje Pia Ugrin 16                          | 09.11.2013 17:30 uur | 17.11.2013 17:00 uur | 52 : 51 |
| IUVENTA Michalovce Marianna Rebičová 14                                    | RK GEN-I Zagorje Pia Ugrin 16                          | 31 : 24 (14 : 13)    | 27 : 21 (14 : 9)     | 52 : 51 |
| IUVENTA Michalovce Marianna Rebičová 14                                    | RK GEN-I Zagorje Pia Ugrin 16                          | 1.200 toeschouwers   | 800 toeschouwers     | 52 : 51 |
| Alavarium / Love Tiles Claudia Correia, Ana Melissa Santa Maria Marques 10 | TSV Bayer 04 Leverkusen Kim Naidzinavicius 11          | 09.11.2013 18:30 uur | 10.11.2013 16:00 uur | 55 : 81 |
| Alavarium / Love Tiles Claudia Correia, Ana Melissa Santa Maria Marques 10 | TSV Bayer 04 Leverkusen Kim Naidzinavicius 11          | 28 : 43 (16 : 22)    | 38 : 27 (16 : 14)    | 55 : 81 |
| Alavarium / Love Tiles Claudia Correia, Ana Melissa Santa Maria Marques 10 | TSV Bayer 04 Leverkusen Kim Naidzinavicius 11          | 200 toeschouwers     | 350 toeschouwers     | 55 : 81 |
| Dinamo Wolgograd Polina Wedechina 9                                        | LC Brühl Handball Leonie Plastina 7                    | 09.11.2013 17:00 uur | 10.11.2013 14:00 uur | 72 : 37 |
| Dinamo Wolgograd Polina Wedechina 9                                        | LC Brühl Handball Leonie Plastina 7                    | 36 : 22 (18 : 9)     | 15 : 36 (6 : 16)     | 72 : 37 |
| Dinamo Wolgograd Polina Wedechina 9                                        | LC Brühl Handball Leonie Plastina 7                    | 1.300 toeschouwers   | 900 toeschouwers     | 72 : 37 |
| RK Žito Prilep Tanja Shalevska 6                                           | Frisch Auf Göppingen Marlene Windisch 12               | 15.11.2013 19:00 uur | 16.11.2013 17:00 uur | 20 : 69 |
| RK Žito Prilep Tanja Shalevska 6                                           | Frisch Auf Göppingen Marlene Windisch 12               | 8 : 38 (5 : 19)      | 31 : 12 (15 : 5)     | 20 : 69 |
| RK Žito Prilep Tanja Shalevska 6                                           | Frisch Auf Göppingen Marlene Windisch 12               | 450 toeschouwers     | 250 toeschouwers     | 20 : 69 |
| HK Karpaty Wyktoryja Zybulenko 15                                          | København Håndbold Mie Augustesen 10                   | 09.11.2013 15:30 uur | 16.11.2013 14:00 uur | 44 : 56 |
| HK Karpaty Wyktoryja Zybulenko 15                                          | København Håndbold Mie Augustesen 10                   | 17 : 22 (9 : 10)     | 34 : 27 (14 : 10)    | 44 : 56 |
| HK Karpaty Wyktoryja Zybulenko 15                                          | København Håndbold Mie Augustesen 10                   | 600 toeschouwers     | 405 toeschouwers     | 44 : 56 |
| ŽRK Radnički Kragujevac Katarina Stepanović 15                             | Team Esbjerg Estavana Polman 16                        | 16.11.2013 18:00 uur | 17.11.2013 18:00 uur | 50 : 54 |
| ŽRK Radnički Kragujevac Katarina Stepanović 15                             | Team Esbjerg Estavana Polman 16                        | 24 : 28 (12 : 12)    | 26 : 26 (13 : 12)    | 50 : 54 |
| ŽRK Radnički Kragujevac Katarina Stepanović 15                             | Team Esbjerg Estavana Polman 16                        | 300 toeschouwers     | 400 toeschouwers     | 50 : 54 |
| Ipress Center-Vác Veronika Farkas 17                                       | Succes Schoonmaak/VOC Michelle Goos 19                 | 09.11.2013 18:00 uur | 16.11.2013 20:00 uur | 49 : 43 |
| Ipress Center-Vác Veronika Farkas 17                                       | Succes Schoonmaak/VOC Michelle Goos 19                 | 25 : 18 (16 : 7)     | 25 : 24 (9 : 16)     | 49 : 43 |
| Ipress Center-Vác Veronika Farkas 17                                       | Succes Schoonmaak/VOC Michelle Goos 19                 | 500 toeschouwers     | 500 toeschouwers     | 49 : 43 |
| Skuru IK Emelie Westberg 13                                                | Helvetia BM Alcobendas Teresa Francés Aguado 17        | 09.11.2013 13:00 uur | 10.11.2013 12:00 uur | 73 : 61 |
| Skuru IK Emelie Westberg 13                                                | Helvetia BM Alcobendas Teresa Francés Aguado 17        | 34 : 28 (19 : 16)    | 33 : 39 (16 : 19)    | 73 : 61 |
| Skuru IK Emelie Westberg 13                                                | Helvetia BM Alcobendas Teresa Francés Aguado 17        | 400 toeschouwers     | 300 toeschouwers     | 73 : 61 |

## Achtste finale
De loting vond plaats op 19 november 2013 in Wenen.

De heenwedstrijden vonden plaats op 1-2 februari 2014. De returnwedstrijden vonden plaats op 8-9 februari 2014.

### Uitslagen
| Team 1                                                                     | Team 2                                                      | Heenwedstrijd        | Returnwedstrijd      | Totaal  |
| -------------------------------------------------------------------------- | ----------------------------------------------------------- | -------------------- | -------------------- | ------- |
| DHK Baník Most Hana Martínková 11                                          | Team Esbjerg Johanna Ahlm 10                                | 02.02.2014 18:00 uur | 09.02.2014 14:00 uur | 47 : 56 |
| DHK Baník Most Hana Martínková 11                                          | Team Esbjerg Johanna Ahlm 10                                | 21 : 28 (12 : 11)    | 28 : 26 (17 : 14)    | 47 : 56 |
| DHK Baník Most Hana Martínková 11                                          | Team Esbjerg Johanna Ahlm 10                                | 1.250 toeschouwers   | 570 toeschouwers     | 47 : 56 |
| IUVENTA Michalovce Tetjana Trehubowa 16                                    | TSV Bayer 04 Leverkusen Kim Naidzinavicius 14               | 08.02.2014 17:30 uur | 09.02.2014 17:30 uur | 51 : 51 |
| IUVENTA Michalovce Tetjana Trehubowa 16                                    | TSV Bayer 04 Leverkusen Kim Naidzinavicius 14               | 33 : 27 (16 : 14)    | 24 : 18 (11 : 11)    | 51 : 51 |
| IUVENTA Michalovce Tetjana Trehubowa 16                                    | TSV Bayer 04 Leverkusen Kim Naidzinavicius 14               | 1.600 toeschouwers   | 1.300 toeschouwers   | 51 : 51 |
| Çankaya Belediyesi ANKA Spor Kulübü Jaroslawa Burlatschenko, Şenay Özel 10 | U Jolidon Cluj Laura Petruta Popa 14                        | 02.02.2014 17:00 uur | 09.02.2014 18:00 uur | 45 : 66 |
| Çankaya Belediyesi ANKA Spor Kulübü Jaroslawa Burlatschenko, Şenay Özel 10 | U Jolidon Cluj Laura Petruta Popa 14                        | 22 : 34 (10 : 15)    | 32 : 23 (13 : 13)    | 45 : 66 |
| Çankaya Belediyesi ANKA Spor Kulübü Jaroslawa Burlatschenko, Şenay Özel 10 | U Jolidon Cluj Laura Petruta Popa 14                        | 400 toeschouwers     | 2.000 toeschouwers   | 45 : 66 |
| Frisch Auf Göppingen Nicole Dinkel 11                                      | København Håndbold Mie Augustesen 22                        | 02.02.2014 16:00 uur | 09.02.2014 14:00 uur | 44 : 56 |
| Frisch Auf Göppingen Nicole Dinkel 11                                      | København Håndbold Mie Augustesen 22                        | 22 : 25 (10 : 17)    | 31 : 22 (13 : 6)     | 44 : 56 |
| Frisch Auf Göppingen Nicole Dinkel 11                                      | København Håndbold Mie Augustesen 22                        | 1.050 toeschouwers   | 370 toeschouwers     | 44 : 56 |
| Dinamo Wolgograd Darja Dmitrijewa, Polina Wedechina, Olga Akopjan 8        | Skuru IK Kristin Nordström 8                                | 08.02.2014 17:00 uur | 09.02.2014 14:00 uur | 52 : 43 |
| Dinamo Wolgograd Darja Dmitrijewa, Polina Wedechina, Olga Akopjan 8        | Skuru IK Kristin Nordström 8                                | 29 : 22 (14 : 6)     | 21 : 23 (12 : 8)     | 52 : 43 |
| Dinamo Wolgograd Darja Dmitrijewa, Polina Wedechina, Olga Akopjan 8        | Skuru IK Kristin Nordström 8                                | 1.000 toeschouwers   | 900 toeschouwers     | 52 : 43 |
| Fehérvár KC Tamara Tilinger 13                                             | Ipress Center-Vác Veronika Farkas 16                        | 01.02.2014 16:00 uur | 08.02.2014 16:00 uur | 46 : 44 |
| Fehérvár KC Tamara Tilinger 13                                             | Ipress Center-Vác Veronika Farkas 16                        | 22 : 19 (12 : 8)     | 25 : 24 (13 : 12)    | 46 : 44 |
| Fehérvár KC Tamara Tilinger 13                                             | Ipress Center-Vác Veronika Farkas 16                        | 800 toeschouwers     | 500 toeschouwers     | 46 : 44 |
| Rocasa Ace Gran Canaria Davinia López Hernández 14                         | Lada Toljatti Jekaterina Dawydenko und Weronika Garanina 11 | 01.02.2014 16:00 uur | 02.02.2014 16:00 uur | 44 : 56 |
| Rocasa Ace Gran Canaria Davinia López Hernández 14                         | Lada Toljatti Jekaterina Dawydenko und Weronika Garanina 11 | 28 : 30 (18 : 14)    | 26 : 16 (9 : 10)     | 44 : 56 |
| Rocasa Ace Gran Canaria Davinia López Hernández 14                         | Lada Toljatti Jekaterina Dawydenko und Weronika Garanina 11 | 2.700 toeschouwers   | 2.700 toeschouwers   | 44 : 56 |
| GK Astrachanotschka Karina Sissenowa 9                                     | Elche C.F.-Mustang África Sempere Herrera 10                | 01.02.2014 15:00 uur | 02.02.2014 15:00 uur | 73 : 44 |
| GK Astrachanotschka Karina Sissenowa 9                                     | Elche C.F.-Mustang África Sempere Herrera 10                | 40 : 21 (20 : 8)     | 23 : 33 (13 : 17)    | 73 : 44 |
| GK Astrachanotschka Karina Sissenowa 9                                     | Elche C.F.-Mustang África Sempere Herrera 10                | 2.700 toeschouwers   | 2.000 toeschouwers   | 73 : 44 |

## Kwartfinale
De loting van de kwartfinales vond plaats op 11 februari 2014 in Wenen.

De heenwedstrijden vonden plaats op 1-2 maart 2014. De returnwedstrijden vonden plaats op 8-9 maart 2014.

### Uitslagen
| Team 1                                  | Team 2                                    | Heenwedstrijd        | Returnwedstrijd      | Totaal  |
| --------------------------------------- | ----------------------------------------- | -------------------- | -------------------- | ------- |
| Dinamo Wolgograd Anna Kotschetowa 21    | Team Esbjerg Johanna Ahlm 19              | 02.03.2014 16:00 uur | 09.03.2014 13:00 uur | 63 : 66 |
| Dinamo Wolgograd Anna Kotschetowa 21    | Team Esbjerg Johanna Ahlm 19              | 36 : 30 (17 : 16)    | 36 : 27 (20 : 13)    | 63 : 66 |
| Dinamo Wolgograd Anna Kotschetowa 21    | Team Esbjerg Johanna Ahlm 19              | 1.500 toeschouwers   | 500 toeschouwers     | 63 : 66 |
| U Jolidon Cluj Laura Petruța Popa 14    | Fehérvár KC Szabina Mayer 11              | 01.03.2014 16:30 uur | 09.03.2014 16:00 uur | 42 : 52 |
| U Jolidon Cluj Laura Petruța Popa 14    | Fehérvár KC Szabina Mayer 11              | 21 : 28 (10 : 14)    | 24 : 21 (17 : 12)    | 42 : 52 |
| U Jolidon Cluj Laura Petruța Popa 14    | Fehérvár KC Szabina Mayer 11              | 2.500 toeschouwers   | 1.200 toeschouwers   | 42 : 52 |
| GK Astrachanotschka Karyna Yezhykava 15 | TSV Bayer 04 Leverkusen Naiara Egozkue 12 | 01.03.2014 15:00 uur | 02.03.2014 15:00 uur | 58 : 53 |
| GK Astrachanotschka Karyna Yezhykava 15 | TSV Bayer 04 Leverkusen Naiara Egozkue 12 | 30 : 28 (20 : 15)    | 25 : 28 (15 : 17)    | 58 : 53 |
| GK Astrachanotschka Karyna Yezhykava 15 | TSV Bayer 04 Leverkusen Naiara Egozkue 12 | 4.000 toeschouwers   | 3.000 toeschouwers   | 58 : 53 |
| Lada Toljatti Weronika Garanina 9       | København Håndbold Marianne Bonde 12      | 01.03.2014 16:00 uur | 08.03.2014 14:00 uur | 60 : 46 |
| Lada Toljatti Weronika Garanina 9       | København Håndbold Marianne Bonde 12      | 27 : 19 (15 : 7)     | 27 : 33 (14 : 20)    | 60 : 46 |
| Lada Toljatti Weronika Garanina 9       | København Håndbold Marianne Bonde 12      | 2.700 toeschouwers   | 480 toeschouwers     | 60 : 46 |

## Halve finale
De loting van de halve finales vond plaats op 11 februari 2014 in Wenen.

De heenwedstrijden vonden plaats op 5-6 april 2014. De returnwedstrijden vonden plaats van 12-13 april 2014.

### Uitslagen
| Team 1                                  | Team 2                                | Heenwedstrijd        | Returnwedstrijd      | Totaal  |
| --------------------------------------- | ------------------------------------- | -------------------- | -------------------- | ------- |
| Team Esbjerg Johanna Ahlm 13            | Fehérvár KC Tamara Tilinger 16        | 05.04.2014 13:00 uur | 12.04.2014 20:00 uur | 51 : 51 |
| Team Esbjerg Johanna Ahlm 13            | Fehérvár KC Tamara Tilinger 16        | 24 : 25 (13 : 14)    | 26 : 27 (13 : 14)    | 51 : 51 |
| Team Esbjerg Johanna Ahlm 13            | Fehérvár KC Tamara Tilinger 16        | 900 toeschouwers     | 900 toeschouwers     | 51 : 51 |
| GK Astrachanotschka Polina Kusnezowa 11 | Lada Toljatti Jekaterina Dawydenko 10 | 06.04.2014 15:00 uur | 13.04.2014 16:00 uur | 53 : 55 |
| GK Astrachanotschka Polina Kusnezowa 11 | Lada Toljatti Jekaterina Dawydenko 10 | 31 : 24 (16 : 11)    | 31 : 22 (16 : 12)    | 53 : 55 |
| GK Astrachanotschka Polina Kusnezowa 11 | Lada Toljatti Jekaterina Dawydenko 10 | 3.500 toeschouwers   | 2.700 toeschouwers   | 53 : 55 |

## Finale
De heenwedstrijd vond plaats op 4 mei 2014. De returnwedstrijd vond plaats op 11 mei 2014.

### Gekwalificeerde teams
| - Team Esbjerg - HC Lada Toljatti |

### Uitslagen
| Team 1           | Team 2       | Heenwedstrijd      | Returnwedstrijd    | Totaal  |
| ---------------- | ------------ | ------------------ | ------------------ | ------- |
| HC Lada Toljatti | Team Esbjerg | 04.05.14 16:00 uur | 11.05.14 16:40 uur | 68 : 57 |
| HC Lada Toljatti | Team Esbjerg | 36 : 25 (17 : 06)  | 32 : 32 (16 : 14)  | 68 : 57 |

### Heenwedstrijd
HC Lada Toljatti - Team Esbjerg  36 : 25 (17 : 06)
4 mei 2014 in Toljatti, Mehrzwecksporthalle Olimp, 2.500 toeschouwers, wedstrijdverslag
HC Lada Toljatti: Parchomenko, Wachterowa – Iljina (8), Dawydenko  (6), Tschernoiwanenko  (5), Gorschkowa (4), Ichnewa (4), Garanina  (3), Gorschenina (2), Kakmolja  (2), Tschigirinowa  (1), Malaschenko (1), Chrapowa , Kudrjaschowa, Murawjowa , Schilinskaite 
Team Esbjerg: Sando, Grimsbø – Polman  (6), Forslund  (4), Grigel (4), Ahlm  (3), Jensen    (3), Madsen (3), Kviesgaard (2), Balle , Bech, Løjborg
Scheidsrechters:  Péter Horváth en Balázs Marton

### Returnwedstrijd
Team Esbjerg - HC Lada Toljatti  32 : 32 (16 : 14)
11 mei 2014 in Esbjerg, Blue Water Dokken, 700 toeschouwers, wedstrijdverslag
Team Esbjerg: Sando, Grimsbø – Polman  (13), Jensen    (5), Ahlm   (4), Forslund (3), Grigel (3), Balle (2), Kviesgaard (1), Madsen   (1), Baunsgaard, Bech, Løjborg
HC Lada Toljatti: Parchomenko, Wachterowa – Tschernoiwanenko (5), Garanina    (5), Gorschenina (5), Ichnewa   (4), Iljina (4), Dawydenko  (3), Tschigirinowa (2), Schilinskaite, Gorschkowa   (1), Malaschenko  (1), Kakmolja, Chrapowa, Kudrjaschowa, Murawjowa
Scheidsrechters:   Robert Schulze en Tobias Tönnies

## Statistieken

### Topscorerslijst
| Nr. | Land               | Speler            | Pos. | Vereniging            | Sp. | Goals | Gem.  |
| --- | ------------------ | ----------------- | ---- | --------------------- | --- | ----- | ----- |
| 1.  | Vlag van Oekraïne  | Tetjana Trehubowa | (RA) | IUVENTA Michalovce    | 6   | 45    | 7,50  |
| 2.  | Vlag van Tsjechië  | Hana Martínková   | (RL) | DHK Baník Most        | 6   | 42    | 7,00  |
| 3.  | Vlag van Nederland | Michelle Goos     | (LA) | Succes Schoonmaak/VOC | 4   | 41    | 10,25 |

## Weblinks
- EHF-Cup op de officiële website van de EHF (Engels)

IHF Cup:

1981/82 ·
1982/83 ·
1983/84 ·
1984/85 ·
1985/86 ·
1986/87 ·
1987/88 ·
1988/89 ·
1989/90 ·
1990/91 ·
1991/92 ·
1992/93 ·

EHF Cup:

1993/94 ·
1994/95 ·
1995/96 ·
1996/97 ·
1997/98 ·
1998/99 ·
1999/00 ·
2000/01 ·
2001/02 ·
2002/03 · 
2003/04 · 
2004/05 · 
2005/06 · 
2006/07 · 
2007/08 · 
2008/09 · 
2009/10 · 
2010/11 · 
2011/12 · 
2012/13 · 
2013/14 · 
2014/15 · 
2015/16 · 
2016/17